# 風の街 (山田パンダの曲)
「風の街」（かぜのまち）は、山田パンダが1975年6月23日に発売したシングル盤レコードである。

## 解説
本曲は、1975年に放送されたTBS系テレビドラマ『あこがれ共同隊』の主題歌として制作された。
このテレビドラマの舞台となった表参道の喫茶店『ペニーレイン』のマスター役で出演する山田パンダが主題歌も歌うことになり、山田がそのことを吉田拓郎に話すと、吉田が「パンダが歌うなら、俺が書いてやるよ」と言って曲を書いてくれたという。
本曲は1970年代前半の人気アイドルスターだった郷ひろみ、西城秀樹、桜田淳子などが出演したテレビドラマの主題歌だった話題性もあってヒットチャート20位以内にランクされるヒットを飛ばした。
また、本曲の作曲者である吉田拓郎は翌年の1976年に制作したオリジナル・アルバム『明日に向って走れ』にてセルフカバーしている。
コーラスは山下達郎がメンバーとして入っていたシュガー・ベイブ、ドラムは村上“ポンタ”秀一がそれぞれ担当している。

## 収録曲

### A面
1. 風の街  –  （3分9秒）
作詞：喜多條忠／作曲：吉田拓郎／編曲：瀬尾一三
TBSテレビ・ドラマ「あこがれ共同隊」主題歌

### B面
1. 窓辺  –  （4分8秒）
作詞・作曲：山田つぐと／編曲：瀬尾一三

## 制作スタッフ
- 制作担当 - 武野真孝
- 録音担当 - 山崎聖次